# Margarete von Savoyen (Prinzessin)

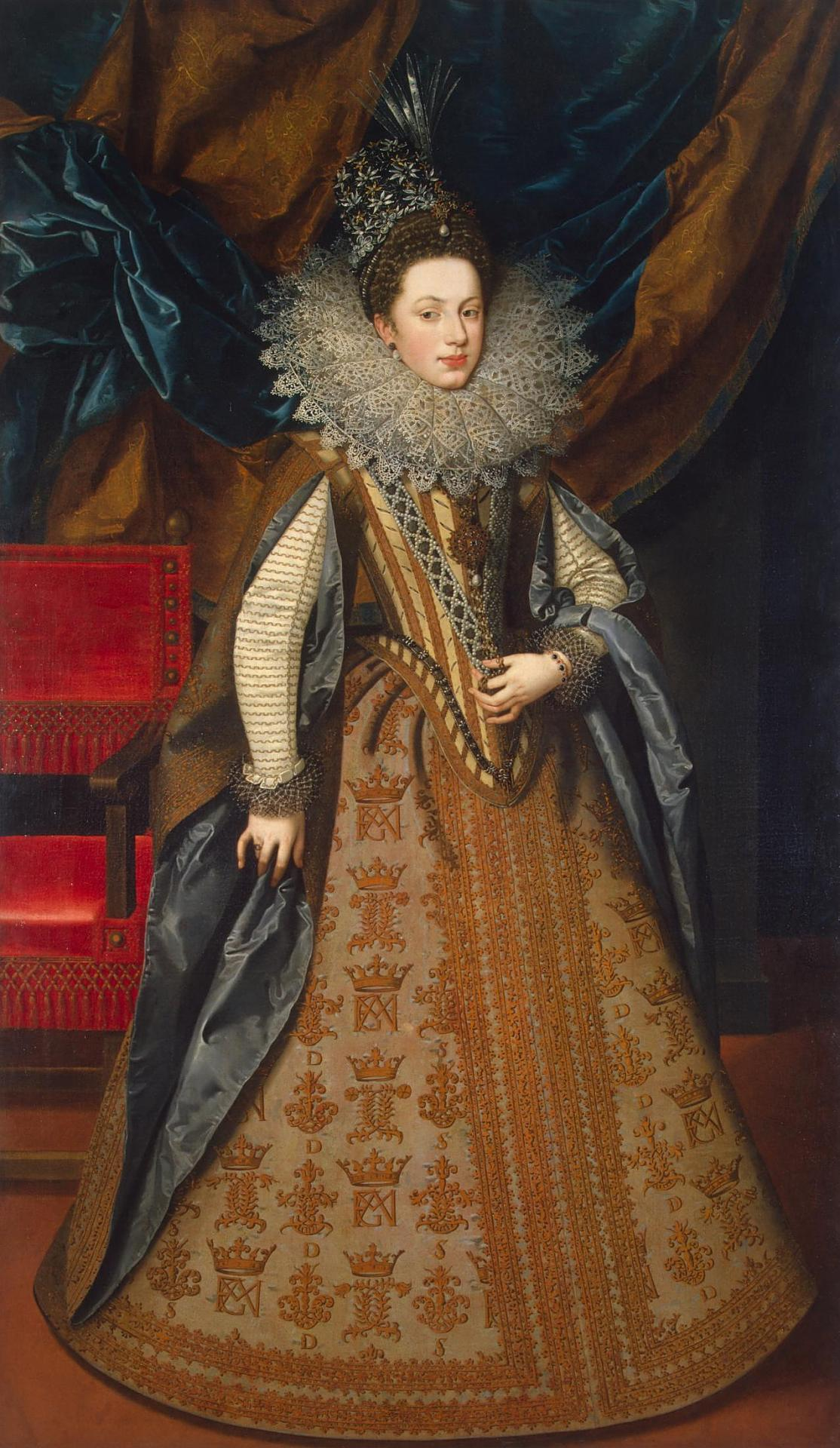
Frans Pourbus der Jüngere: Prinzessin Margarete von Savoyen, Öl auf Holz, 1608

Prinzessin Margarete von Savoyen (* 28. April 1589 in Turin; † 26. Juni 1655 in Miranda de Ebro) war durch Heirat Herzogin von Mantua und Montferrat und 1635 wurde sie als letzte spanische Vizekönigin von Portugal ernannt.

## Leben
Margarete war die älteste Tochter von neun Kindern des Herzogs Karl Emanuel I. von Savoyen (1562–1630) und seiner Ehefrau, der Infantin Katharina Michaela von Spanien (1567–1597), der zweiten Tochter des spanischen Königs Philipp II. und der französischen Prinzessin Elisabeth von Valois. Ihre Großeltern waren der Herzog Emanuel Philibert und dessen Gemahlin Marguerite de Valois-Angoulême, duchesse de Berry.
Am 19. Februar 1608 heiratete Prinzessin Margarete in Turin den italienischen Herzog Francesco IV. Gonzaga (1586–1612), ältester Sohn von Herzog Vincenzo I. Gonzaga und der Prinzessin Eleonora de’ Medici. Zur Feier dieser Vermählung schrieb der Komponist Claudio Monteverdi die Oper L’Arianna. Aus der gemeinsamen Verbindung gingen drei Kinder hervor:
- Maria Gonzaga (1609–1660), die Erbin der Herzogtümer Mantua und Montferrat

⚭ 1627 Carlo II. Gonzaga (1609–1631), Herzog von Nevers und Rethel
- Luigi Gonzaga (1611–1612)
- Eleonora Gonzaga (*/† 1612)

Als 1621 Philipp IV. (1605–1665) auf den spanischen und portugiesischen Thron folgte, spitzte sich die Lage weiter zu. Der König ernannte die Witwe des Herzoges von Mantua, Prinzessin Margarete, zur Vizekönigin in Portugal. Diese regierte dort mit Hilfe ihres portugiesischen Staatssekretärs Miguel von Vasconcelos.